# Майк Ґебгардт
Майк Ґебгардт (англ. Mike Gebhardt, 25 листопада 1965) — американський яхтсмен.
Срібний призер Олімпійських Ігор 1992 року в класі Лехнер A-390, бронзовий призер 1988 року в класі Лехнер Дівіжн II, учасник 1984, 1996, 2000 років.
Переможець Панамериканських ігор 1987 року на вітрильних дошках, срібний призер 1995 року в класі Містраль, бронзовий призер 1999 року в класі Містраль.